# Milan Peroutka (1990)
Milan Peroutka (* 24. března 1990 Praha) je český herec, moderátor a zpěvák. Je synem spisovatelky Ivany Peroutkové (1960) a bubeníka Milana Peroutky staršího (1964–2013). Má dva sourozence – sestru Barboru (* 1987) a bratra Jana (* 1991).

## Život
Od útlého dětství navštěvoval dramatické kroužky a účastnil se různých divadelních přehlídek, byl i členem umělecké skupiny OLDstars. Hrál v několika českých seriálech: Ordinace v růžové zahradě, Horákovi, Vyprávěj, Gympl s (r)učením omezeným, To nevymyslíš, Modrý kód, Místo Zločinu České Budějovice aj. V roce 2012 založil vlastní kapelu Perutě, jejíž první videoklip „Postavím kolem nás zeď“ představil v únoru 2015.
Zúčastnil se jedné z částí pořadu Jak se staví sen, kde si nechal tehdy ještě s přítelkyní předělat dům rodičů. Na jaře 2017 se Milan Peroutka zúčastnil televizní show Tvoje tvář má známý hlas, kde mimo jiné ztvárnil např. Amy Winehouse, Ne-Yo, Erica Claptona nebo dvojroli Andrea Bocelli a Sarah Brightman, se kterou si získal několik nových fanoušků, a postoupil do finále. Skončil na druhém místě hned za Tatianou Vilhemovou.
Objevil se také v 13. sezóně seriálu Ordinace v růžové zahradě 2, kde ztvárnil medika Jonáše Hrzána, syna vrchní sestry Květy Hrzánové. Paradoxem je, že už v minulosti se v tomto seriálu objevil. A v roce 2023 začal hrát v seriálu Nemocnica na TV Joj.
V roce 2017 se stal oficiální tváří internetového magazínu PraKultura. Od 15. dubna 2019 do srpna 2021 společně s Nikolou Čechovou moderoval pořad Snídaně s Novou. Moderoval také na TV Óčko Mixxér a hitparádu Očko charts.
V roce 2019 ztvárnil roli kytaristy ve filmu Špindl 2.
Koncem června 2023 uzavřel registrované partnerství se svým přítelem Dominikem Roubínkem.